# A Leap Year Proposal (film 1912)
A Leap Year Proposal è un cortometraggio muto del 1912 diretto da George D. Baker.

## Produzione
Il film fu prodotto dalla Vitagraph Company of America.

## Distribuzione
Distribuito dalla General Film Company, il film - un cortometraggio in una bobina - uscì nelle sale cinematografiche statunitensi il 16 dicembre 1912. Nel Regno Unito, venne distribuito il 5 aprile 1913.